# 1980 في التلفزيون البريطاني
هذه قائمة بالأحداث المتعلقة التي حدثت بالتلفزيون البريطاني منذ عام 1980.

## الأحداث

### يناير
- 1 يناير - مسلسل هزلي جديد Hi-de-Hi! ، الذي تم تعيينه في معسكر عطلة 1959/60، ظهر لأول مرة على BBC1.[1]
- 20 كانون الثاني (يناير) - تم تعيين جمهور التلفزيون البريطاني القياسي لفيلم ما عندما قام حوالي 23500000 مشاهد بضبط عرض ITV لفيلم جيمس بوند Live and Let Die ، الذي صدر في عام 1973 وبطولة روجر مور، الذي هو الآن في طور تصوير فيلمه. الفيلم الخامس كجاسوس.[2]
- 24 كانون الثاني (يناير) - أعلنت هيئة البث المستقلة أنها ستقدم في جولة امتياز ITV القادمة ترخيصًا وطنيًا لتلفزيون الإفطار على ITV .
- 28 يناير - تم بث النسخة الأولى من Newsnight على BBC2.[3] تم تأجيل إطلاقه لمدة أربعة أشهر من قبل رابطة موظفي البث، في هذا الوقت نقابة بي بي سي التجارية الرئيسية.[4]

### فبراير
- 1 فبراير - الظهور الأول للعب بطاقاتك مباشرة على ITV.[5]
- 11 فبراير - أطلقت قناة London Weekend Television " Gay Life" ، وهو مسلسل إقليمي في وقت متأخر من الليل للمشاهدين المثليين يبث أيام الأحد. إنه أول مسلسل تلفزيوني في المملكة المتحدة يستهدف بشكل خاص جمهور المثليين، ويعرض لمسلسلتين، في عامي 1980 و 1981.[6]
- 19 فبراير - بثت النسخة الأولى من المسلسل التلفزيوني Take the High Road بواسطة Scottish Television .
- 25 فبراير - الحلقة الأولى من المسرحية الهزلية السياسية الشعبية نعم الوزير «الحكومة المفتوحة» تبثها قناة BBC2.[7]

### مارس
- آذار (مارس) - تم بث أول بث في الرؤية من قبل سيفاكس تتكون هذه البث من ثلاث عمليات إرسال مدتها 30 دقيقة بين 8:30 و 9:00 على BBC1 و 10: 00-10: 30 و 15: 30-16: 00 على BBC2. ومع ذلك، إذا كانت BBC2 ستنقل البرامج في هذه الأوقات، فإن القناة ستبث صفحات Ceefax لمدة 30 دقيقة قبل بدء البرنامج الأول.

### أبريل
- 2 أبريل - قدمت فيوليت كارسون آخر ظهور لها بشخصية إينا شاربلز في شارع التتويج .
- 9 أبريل - بثت قناة ITV الفيلم الوثائقي الشهير Death of a Princess ، وهو فيلم وثائقي درامي عن أميرة شابة من دولة إسلامية خيالية في الشرق الأوسط وعشيقها الذي أعدم علناً بتهمة الزنا. يُعتقد أن الدراما تستند إلى القصة الحقيقية للأميرة مشعل بنت فهد آل سعود، وقد تسبب عرضها في قدر كبير من الجدل، مما أثار رد فعل غاضب من حكومة المملكة العربية السعودية.
- 28 أبريل - أطلقت قناة Thames Television نشرة Thames News التي طال انتظارها لمتابعة News at Ten ، بعد أن تم تأجيل الإطلاق من سبتمبر 1978 بسبب مشاكل النقابات.

### مايو
- 5 مايو - قاطعت كل من BBC وITV برامجهما المجدولة لبث هجوم SAS خلال حصار السفارة الإيرانية. تبدأ التغطية المهنية للعديد من الصحفيين، مثل مراسل بي بي سي كيت أدي، بينما يتلقى مدير ITN ، ديفيد جولدسميث وفريقه جائزة BAFTA لتغطيتهم.
- 26 مايو - تبث قناة BBC1 الحلقة النهائية للموسم الثالث من المسلسل الدرامي الأمريكي دالاس بعد شهرين من بثها في الولايات المتحدة حيث أطلق مهاجم مجهول النار على JR Ewing في مكتبه، مما أدى إلى ظهور ظاهرة " Who shot JR؟ " بضعة أشهر حتى نوفمبر 1980 عندما يعود المسلسل للموسم الرابع.

### يونيو
- 23 يونيو - قناة ITV تبث الحلقة 2000 من شارع التتويج .

### يوليو
- 19 يوليو - 3 أغسطس - تلفزيون BBC وITV يقدمان تغطية حية للألعاب الأولمبية الصيفية لعام 1980 من موسكو.

### أغسطس
- لا أحداث.

### سبتمبر
- 8 سبتمبر - تم إطلاق Watchdog كقطعة أسبوعية للمستهلكين في برنامج المجلة الإخبارية BBC1 على الصعيد الوطني.[8]
- سبتمبر - تم تعيين إدموند ديل رئيسًا للقناة الرابعة، القناة الرابعة القادمة في المملكة المتحدة، بينما أصبح جيريمي إيزاك رئيسًا تنفيذيًا لها.[9]
- سبتمبر - الحكومة تغير موقفها بشأن إنشاء خدمة تلفزيونية منفصلة للغة الويلزية في ويلز بعد معارضة من الجمهور والسياسيين الويلزيين، وتم منح الفكرة الضوء الأخضر. هذا يؤدي إلى إنشاء سلطة القناة الرابعة الويلزية، وفي النهاية S4C.[10]

### أكتوبر
- 1 تشرين الأول (أكتوبر) - تم تسمية برنامج وقت الغداء للأطفال في BBC1 باسم See Saw لأول مرة.[11]

### نوفمبر
- تشرين الثاني (نوفمبر) - يمهد قانون البث لعام 1980 الطريق لخدمة تلفزيونية رابعة في المملكة المتحدة، مما أدى إلى إنشاء القناة 4 (و S4C في ويلز)، وبدء الإرسال في عام 1982 ؛ تبدأ هيئة البث المستقلة (IBA) عملية إنشاء القناة 4 كشركة فرعية؛ سيتم فرض اشتراك على شركات ITV لدفع ثمن القناة؛ سيقومون ببيع وقت بث القناة الرابعة في المقابل.[9]
- 13 نوفمبر - ذكرت صحيفة التايمز أن News International باعت حصتها المتبقية البالغة 25 ٪ في London Weekend Television ، مما أدى إلى إنهاء علاقة LWT مع رجل الأعمال الأسترالي روبرت مردوخ.[12]
- 21 نوفمبر -
  - يتم تنظيم أول نداء خيري سنوي للأطفال المحتاجين من قبل بي بي سي.[13]
  - شاهد 21.5 مليون مشاهد لمشاهدة العرض الأول لموسم 1980–81 في دالاس ، والذي يجيب على سؤال من أطلق JR؟ . في هذا الوقت، تعد شخصيات الجمهور رقمًا قياسيًا لأحد المسلسلات في بريطانيا.[14][15]

### ديسمبر
- 1 ديسمبر - بي بي سي اسكتلندا تجري تجربة لمدة أسبوع على الإفطار التلفزيوني. وهو عبارة عن بث متزامن لبرنامج إفطار بي بي سي راديو اسكتلندا صباح الخير اسكتلندا.[16]
- 8 كانون الأول (ديسمبر) - سلسلة الدمى الأكثر شهرة للأطفال إيان ألين تسمى Button Moon screens على قناة ITV مع سرد للممثل روبن باركنسون (Allo 'Allo!) ونغمة غناها الممثلان الزوجان والزوجة بيتر دافيسون (دكتور هو) وساندرا ديكنسون (دليل المسافر إلى المجرة ، عالم غامبول المذهل وشعب الغد).
- 9 ديسمبر -
  - يتم بث الدراما المنفردة The Flipside of Dominick Hide لأول مرة كجزء من سلسلة Play for Today على BBC1.[17]
  - الذكرى العشرون للحلقة الأولى من شارع التتويج .
- 23 كانون الأول (ديسمبر) - عرض فيلم الرسوم المتحركة الأمريكي الخاص Rudolph the Red-Nosed Reindeer للمرة الأخيرة على قناة ITV .
- 25 ديسمبر - العرض التلفزيوني البريطاني الأول لفيلم جيمس بوند الرجل ذو المسدس الذهبي (1974) على قناة ITV.[2]
- 28 ديسمبر - أعلنت رابطة المحترفين الدولية عن نتائج جولة الامتياز لعام 1980. سيحل TSW محل Westward وستحل TVS محل Southern . يجب على ATV إعادة هيكلة الشركة لإنشاء خدمة منفصلة للشرق والغرب ميدلاندز، وتقليل نسبة ملكية الهيئة الأم إلى 51٪ بحلول فبراير 1981.[18] كما تم الإعلان عن الفائز بامتياز وطني لتقديم خدمة إفطار تلفزيونية على قناة ITV. حصلت TV-am على عقد لبدء الإرسال في عام 1983.
- 30 ديسمبر - أعلنت بي بي سي عزمها إطلاق خدمة الإفطار التلفزيونية الخاصة بها للتنافس مع TV-am ، والتي تم الإعلان عنها قبل يومين. تم إطلاق وقت الإفطار على BBC1 في 17 يناير 1983، قبل أسبوعين من TV-am.

### غير معروف
- تقوم BBC2 بإطلاق ساعة تم إنشاؤها بواسطة الكمبيوتر بالكامل، وربما تكون الأولى. (على الرغم من أن ATV لديها ساعة رقمية إلكترونية بحلول هذا الوقت، إلا أن الأرقام يتم تركيبها إلكترونيًا على التسمية التوضيحية المادية "ATV - COLOR".)
- تم تأسيس BBC Video كقسم في BBC Enterprises .

## لأول مرة

### بي بي سي الأولى
- 1 يناير
  - مرحبًا! (1980-1988)
  - مغامرات توم سوير (1980)
- 4 يناير - The Assassination Run (1980)
- 8 كانون الثاني (يناير) - لحم ودم (1980-1982)
- 13 يناير - جاسوس! (1980)
- 17 يناير - شاهد هذا الفضاء (1980)
- 25 يناير - منشق (1980)
- 6 فبراير - سكة الله الرائعة (1980)
- 28 فبراير - Sweet Nothings (1980)
- 18 مارس - زمن حياتي (1980)
- 13 أبريل - حفيف الستار (1980)
- 25 أبريل - مصيدة الشمس (1980)
- 26 أبريل - Knots Landing (1979-1993)
- 27 أبريل - القرصان (1980)
- 29 أبريل - هانا (1980)
- 11 مايو - قلعة دوم (1980)
- 24 مايو - لعبة المغامرة (1980-1986)
- 1 يونيو - العودة للمنزل (1980)
- 12 يونيو - ميل مربع من القتل (1980)
- 6 أغسطس - Golden Soak (1980)
- 30 أغسطس - جولييت برافو (1980-1985)
- 3 سبتمبر - يا فرقة سعيدة! (1980)
- 4 سبتمبر - ماكنزي (1980)
- 8 أيلول (سبتمبر) - وكالة المراقبة (1980 إلى الوقت الحاضر)
- 13 سبتمبر - Romie-0 و Julie-8 (1979)
- 1 أكتوبر - كينغ رولو (1980)
- 5 أكتوبر - قصة مدينتين (1980)
- 13 أكتوبر - The Amazing Adventures of Morph (1980–1981)
- 14 أكتوبر - اغفر لنا طرقنا الحمقاء (1980)
- 15 أكتوبر -
  - حجر (1980)
  - عمل جميل (1980)
- 17 أكتوبر - لخدمتهم طوال أيام (1980-1981)
- 11 نوفمبر - الشلال (1980)
- 21 تشرين الثاني (نوفمبر) - الأطفال المحتاجون (1980 - الآن)
- 30 نوفمبر - التعويذة (1980)
- 4 ديسمبر - الغطس أو السباحة (1980-1982)
- 29 ديسمبر - الشيطان ودانيال ماوس (1978)

### بي بي سي الثانية
- 7 يناير - تدريب الكلاب على طريق وودهاوس (1980)
- 8 يناير - شركة وشركاه (1980)
- 13 يناير - كبرياء وتحامل (1980)
- 30 كانون الثاني (يناير) - Newsnight (1980 إلى الوقت الحاضر)
- 25 فبراير - نعم وزير (1980-1988)
- 25 مارس - مسألة الذنب (1980)
- 15 أبريل - ملفات إنجما (1980)
- 1 سبتمبر - قانون وينرايت (1980)
- 12 سبتمبر - الهروب (1980)
- 29 أكتوبر - أوبنهايمر (1980)
- 1 نوفمبر - هل رأيت...؟ (1980-1993)
- 28 ديسمبر - ماريا مارتن أو جريمة قتل في الحظيرة الحمراء (1980)

### آي تي في
- 6 يناير -
  - حكايات شيلنجبري (1980-1981)
  - ثروات الأسرة (1980-1985 ، 1987-2002، 2006-2015، 2020 إلى الوقت الحاضر)
- 7 يناير - احتفظ به في العائلة (1980-1983)
- 24 يناير - معًا (1980–1981)
- 27 يناير -
  - الخنزير في الوسط (1980-1983)
  - غنائم الحرب (1980-1981)
- 1 فبراير - العب أوراقك بشكل صحيح (1980-1987 ، 1994-1999، 2002-2003)
- 11 فبراير - جوكس بيكاديللي (1980)
- 18 فبراير - مصور راشتون (1980)
- 19 فبراير - خذ الطريق السريع (1980-2003)
- 2 مارس - مغامرات أوليفر تويست الإضافية (1980)
- 10 مارس - فوكس (1980)
- 12 مارس - الانتكاسات (1980-1986)
- 2 أبريل - قلعة نوح (1980)
- 11 أبريل - اللمسة اللطيفة (1980-1984)
- 12 أبريل - جنون روس أبوت (1980-1985)
- 13 نيسان - كريب (1980-1981)
- 14 أبريل - يونغ آت هارت (1980-1982)
- 17 أبريل - The Nesbitts قادمون (1980)
- 1 مايو - لمادي مع الحب (1980-1981)
- 6 مايو - خليج كوكلشيل (1980-1986)
- 30 مايو - عارف الآخر (1980-1986)
- 2 يونيو - هل يمكننا الوصول الآن، من فضلك؟ (1980)
- 25 يونيو - ماجي مور (1980)
- 2 يوليو - ساوندنج براس (1980)
- 14 يوليو - جراندي (1980)
- 20 يوليو - ليدي كيلرز (1980-1981)
- 10 أغسطس - شاهد طوال الليل (1980)
- 12 أغسطس - ذا سكوير ليوبارد (1980)
- 1 سبتمبر - جست ليز (1980)
- 2 سبتمبر -
  - العالم الغامض لآرثر سي كلارك (1980)
  - نصف ساعة كوبر (1980)
- 3 سبتمبر - Cowboys (1980–1981)
- 5 سبتمبر- عقد القلعة (1980-1982)
- 6 سبتمبر ميتال ميكي (1980-1983)
- 13 سبتمبر - Hammer House of Horror (1980)
- 17 سبتمبر - وميض (1980)
- 24 سبتمبر - مونش بانش (1980-1982)
- 28 سبتمبر - لا أحد مثالي (1980)
- 1 أكتوبر - الفرقة (1980)
- 23 أكتوبر - ذا غلامور جيرلز (1980)
- 24 أكتوبر - فانسي واندرس (1980)
- 29 أكتوبر - الحب في مناخ بارد (1980)
- 14 نوفمبر - الصحابة الطيبون (1980)
- 8 ديسمبر - زر القمر (1980-1988)
- 16 كانون الأول (ديسمبر) - لقاء مع... (1980-2013)
- 17 ديسمبر - Secombe بالموسيقى (1980-1982)
- 25 ديسمبر - جانيت وشركاه (1980-1982)
- 30 ديسمبر - خذ فرصة (1980-1981)
- 31 ديسمبر - بريندون تشيس (1980-1981)
- غير معروف - أوبري (1980)

## البرامج التلفزيونية المستمرة

### عشرينيات القرن الماضي
- بي بي سي ويمبلدون (1927-1939، 1946-2019، 2021 حتى الآن)

### الثلاثينيات
- سباق القوارب (1938-1939، 1946-2019)
- بي بي سي للكريكيت (1939، 1946-1999، 2020-2024)

### الأربعينيات
- تعال للرقص (1949-1998)

### الخمسينيات
- الأيام الخوالي (1953-1983)
- بانوراما (1953 حتى الآن)
- ممتاز جدا (1955-1984، 2020 إلى الوقت الحاضر)
- ماذا تقول الأوراق (1956-2008)
- السماء في الليل (1957 إلى الوقت الحاضر)
- بلو بيتر (1958 إلى الوقت الحاضر)
- المدرج (1958-2007)

### الستينيات
- شارع التتويج (1960 إلى الوقت الحاضر)
- أغاني التسبيح (1961 - حتى الآن)
- سحر الحيوان (1962-1983)
- دكتور هو (1963-1989، 2005 حتى الآن)
- العالم في العمل (1963-1998)
- توب أوف ذا بوبس (1964-2006)
- مباراة اليوم (1964 حتى الآن)
- مفترق طرق (1964-1988، 2001-2003)
- مدرسة اللعب (1964-1988)
- السيد والسيدة (1964-1999، 2008-2010، 2012 حتى الآن)
- عالم الرياضة (1965-1985)
- Jackanory (1965-1996، 2006 حتى الآن)
- سبورتس نايت (1965-1997)
- اتصل بي بلاف (1965-2005)
- إنها ضربة قاضية (1966-1982، 1999-2001)
- برنامج المال (1966 حتى الآن)
- مسرح ITV (1967-1982)
- المباراة الكبيرة (1968-2002)
- على الصعيد الوطني (1969-1983)
- اختبار الشاشة (1969-1984)

### السبعينيات
- الأشياء الجيدة (1970-1982)
- اختبار صافرة غراي القديمة (1971-1987)
- The Two Ronnies (1971–1987، 1991، 1996، 2005)
- كلابيربورد (1972-1982)
- محكمة التاج (1972-1984)
- طاحونة بيبل آت ون (1972-1986)
- قوس قزح (1972-1992، 1994-1997)
- إميرديل (1972 حتى الآن)
- نيوزراوند (1972 حتى الآن)
- عطلة نهاية الأسبوع العالمية (1972-1988)
- بيبكينز (1973-1981)
- نحن الأبطال (1973-1987)
- آخر نبيذ الصيف (1973-2010)
- هكذا الحياة! (1973-1994)
- انها ليست نصف حار أمي (1974-1981)
- تيسواس (1974–1982)
- أتمنى لو كنت هنا...؟ (1974-2003)
- ميلتون المجهري (1975-1978)
- أرينا (1975 إلى الوقت الحاضر)
- جيم سوف يصلحه (1975-1994)
- عرض الدمى المتحركة (1976–1981)
- عندما يأتي القارب (1976-1981)
- متجر مقايضة متعدد الألوان (1976–1982)
- رينتاغوست (1976–1984)
- رجل واحد وكلبه (1976 إلى الوقت الحاضر)
- عش روبن (1977-1981)
- أنت فقط يونغ توايس (1977-1981)
- الأقوياء ب! (1977-1982)
- المحترفون (1977-1983)
- بليك 7 (1978-1981)
- الغرباء (1978-1982)
- الفراشات (1978-1983، 2000)
- 3-2-1 (1978-1988)
- جرانج هيل (1978-2008)
- عذاب (1979-1981)
- شيء آخر (1979-1981)
- إلى مانور بورن (1979-1981، 2007)
- وورزيل جوميدج (1979-1981)
- ديك توربين (1979-1982)
- ليلة الجمعة، السبت صباحا (1979-1982)
- ليست أخبار Nine O'Clock (1979-1982)
- فقط عندما أضحك (1979-1982)
- الياقوت والصلب (1979-1982)
- تيري ويون (1979-1987)
- برج الكتاب (1979-1989)
- البيت الصاخب (1979-1988)
- بلانكتي بلانك (1979-1990، 1997-2002)
- عرض بول دانيلز السحري (1979-1994)
- عرض التحف (1979 إلى الوقت الحاضر)
- وقت السؤال (1979 إلى الوقت الحاضر)

## انتهت في عام 1980
- 6 يونيو - العقعق (1968-1980)
- 7 أغسطس - الفالس الوقواق (1975-1980)
- 26 أكتوبر - خط أوندين (1971-1980)
- 21 ديسمبر - شويسترينج (1979-1980)
- 31 ديسمبر - المواطن سميث (1977-1980)

</br> توم سوير (1980)

## المواليد
- 24 مارس - أماندا ديفيز، مذيعة بي بي سي الرياضية
- 8 أبريل - بن فريمان، ممثل
- 22 مايو - لوسي جوردون، الممثلة والموديل (توفي عام 2009)
- 1 يونيو - أوليفر جيمس، ممثل
- 4 يونيو - فيليب أوليفر، ممثل
- 18 يوليو - تاسمين لوسيا خان، صحفية ومقدمة أخبار
- 23 أغسطس - جوان فروجات، ممثلة
- 1 سبتمبر - لارا بولفر، ممثلة
- 6 سبتمبر - كيري كاتونا، مقدمة تلفزيونية وممثلة ومغنية
- 19 نوفمبر - أديل سيلفا، ممثلة
- 5 ديسمبر - شيري هيلي، مقدمة تلفزيونية
- 25 ديسمبر - لورا سادلر، ممثلة تلفزيونية (توفت 2003)

## حالات الوفاة
| تاريخ     | اسم            | عمر | مصداقية سينمائية                           |
| --------- | -------------- | --- | ------------------------------------------ |
| 14 مايو   | هيو جريفيث     | 67  | ممثل السينما والمسرح والتلفزيون            |
| 26 أبريل  | سيسلي كورتنيج  | 87  | ممثلة                                      |
| 23 يونيو  | جون لوري       | 83  | ممثل (جيش أبي)                             |
| 24 يوليو  | بيتر سيلرز     | 54  | ممثل كوميدي (المفتش كلوزو في النمر الوردي) |
| 24 أغسطس  | يوثا جويس      | 53  | ممثل (رجل عن المنزل ، جورج وميلدريد)       |
| 6 اكتوبر  | هاتي جاك       | 58  | ممثلة هزلية                                |
| 20 أكتوبر | إيزوبيل بارنيت | 62  | شخصية البث (ما هو خطي؟)                    |
| 8 ديسمبر  | جون لينون      | 40  | مغني (البيتلز)                             |